# Урош Ђокић
Урош Ђокић је народни посланик и адвокат. Рођен је 11. новембра 1982. године у Ужицу, а основну школу и гимназију завршио је у Бајиној Башти. Дипломирао је на Правном факултету у Београду и положио је правосудни испит.
На локалним изборима 2022. године у Бајиној Башти био је носилац опозиционе листе која је освојила 19.3% гласова. Од те године је и шеф одборничке групе у скупштини општине Бајина Башта.
Био је члан управног одбора (2015 – 2016), а затим и генерални секретар Спортског савеза Бајине Баште (2016 – 2020), као и председник Клуба малог фудбала Бајина Башта (2014 – 2017).
Потпредсeдник је и члан статутарне комисије Народног покрета Србије. Од фебруара 2024. године је народни посланик у Народној скупштини Републике Србије.

У браку је са Јеленом Ђокић. Имају сина Алексу и ћерку Лену.